# Théophile de Viau
Théophile de Viau (Clairac, Francuska 1590. – Pariz, 25. rujna 1626.), francuski barokni pjesnik i dramatičar.
Odgojen kao Hugenot. U vjerskim ratovima sudjelovao na protestantskoj strani. Došao u doticaj s epikurejskim idejama. 
Zbog "prljavih i besramnih" pjesama navukao na se mržnju isusovaca. Théophile de Viau je na tužbu patera Garassea zatvoren i zbog "opscenosti i ateizma" osuđen na smrt. Pomilovan i nakon dugogodišnjeg tamnovanja pušten na slobodu (1625.). Njegova sabrana djela — pored oda, stanca, satira i epigrama — sadržavaju itragediju "Piram i Tizba", "Odlomci jedne smiješne pripovijesti", "Traktat o besmrtnosti duše" i korespondenciju.